# Torello Torelli (figlio di Salinguerra)
Torello Torelli (... – 1195) è stato un nobile e politico italiano dell’Italia comunale, precisamente nella Ferrara del XII secolo. Appartenente alla casata dei Torelli, di parte ghibellina, è oggi noto soprattutto come padre di Salinguerra II Torelli, ma durante la sua vita fu egli stesso protagonista di importanti vicende politiche e giudiziarie.

## Biografia
Figlio di Salinguerra I Torelli; la prima attestazione del suo nome compare in una carta del 1164, dove figura tra i vassalli della Chiesa di Ravenna operanti nel territorio ferrarese. In quel contesto, è già descritto come uomo d’alto rango, molto ricco e tenuto in grande considerazione.
Nel 1177, Torello fu presente a Venezia in occasione della storica riconciliazione tra l’imperatore Federico Barbarossa e Papa Alessandro III, evento che segnò una momentanea pacificazione tra le massime autorità spirituali e temporali d’Europa. La sua partecipazione a quell’incontro, assieme ad altri grandi del tempo, lo pone tra le figure di spicco della diplomazia imperiale in area padana. L’imperatore si rifiutò in quella sede di compiere un ulteriore passo verso la Lega Lombarda, eppure la tregua fu accettata: una pace precaria, ma desiderata per quietare i tumulti.
Non è certo se Torello agisse come rappresentante ufficiale di Ferrara, oppure se fosse presente per conto della fazione ghibellina; in ogni caso, la sua presenza attestava il prestigio raggiunto dalla sua casata.
Due anni più tardi, il 1178, fu scelto come arbitro da Alberto, Obizzo e Bonifacio d’Este, marchesi della casata rivale, per dirimere alcune delicate questioni familiari. Questo incarico dimostra il rispetto e la fiducia goduti anche presso famiglie politicamente avverse. Torello non si limitò all’ambito diplomatico: nel 1184 fu a Verona, dove lo troviamo accanto a Barbarossa, nella veste di giudice imperiale. La nomina a tale carica era prerogativa di uomini esperti nel diritto e fedeli all’Impero.
Due anni dopo, nel 1186, Stefano, vescovo di Ferrara, gli concesse in feudo alcuni beni appartenuti a una famiglia ormai estinta. Si trattava probabilmente di terre o proprietà che andarono ad arricchire ulteriormente il patrimonio della casata Torelli.
Torello scomparve attorno al 1195, lasciando le redini della sua famiglia al figlio Salinguerra II, destinato a diventare uno dei più noti signori ghibellini della prima metà del Duecento. L’operato di Torello comunque fu tutt’altro che secondario: egli contribuì a consolidare le basi politiche, economiche e sociali che permisero alla casata di primeggiare nei decenni successivi.